# 恵庭市立柏陽中学校
恵庭市立柏陽中学校（えにわしりつ はくようちゅうがっこう）は、北海道恵庭市柏陽町に所在する公立中学校。
生徒数 292名（2023年現在）。

## 概要

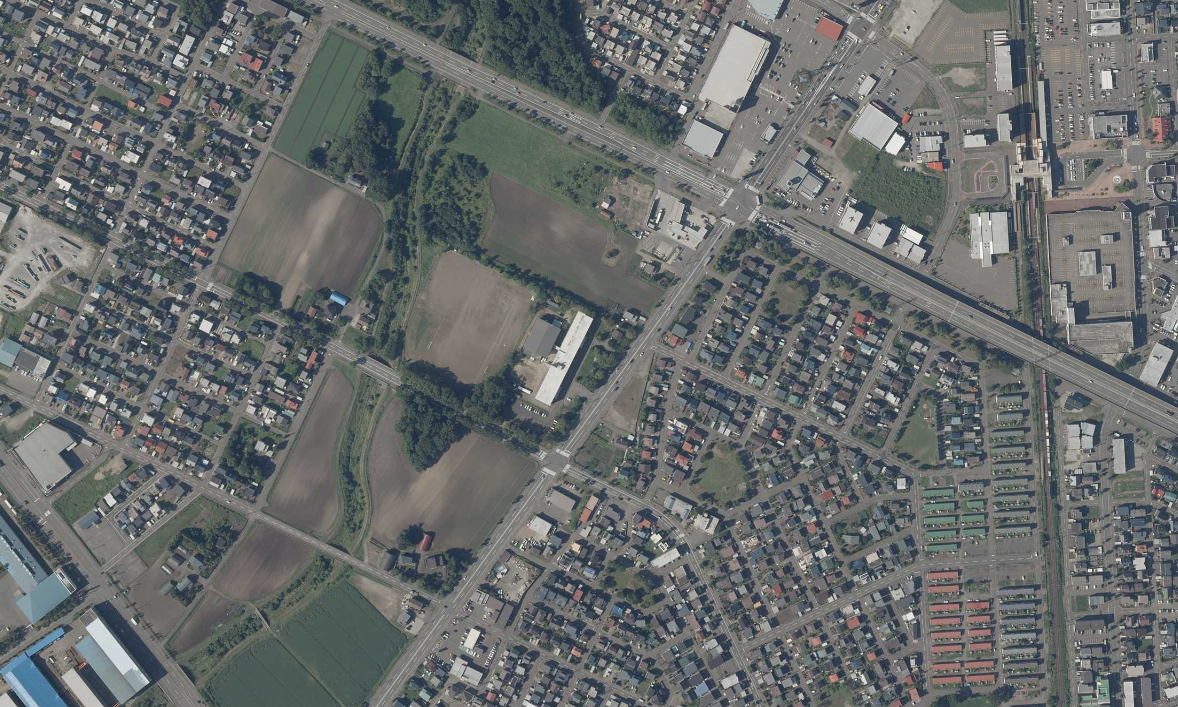
恵庭市立柏陽中学校の周辺（2020年8月）
国土地理院地図を基に作成。

開校してから北海道地域活動振興協会が主催する北海道花いっぱいコンクールで1981年に奨励賞を受賞したのを皮切りに、北海道花いっぱいコンクールで最優秀賞1回・優秀賞7回・優良賞3回・奨励賞5回・桜花賞1回。恵庭市花いっぱい文化協会主催の恵庭市花壇コンクールで最優秀賞19回（特別賞1回・教育長賞5回・市長賞3回）・優秀賞7回を受賞し、1985年に全日本学校環境緑化コンクールに入賞、1987年には全国花いっぱいコンクールで法務大臣賞を受賞した。2000年9月には恵庭市花いっぱい文化協会から表彰された。

## 沿革

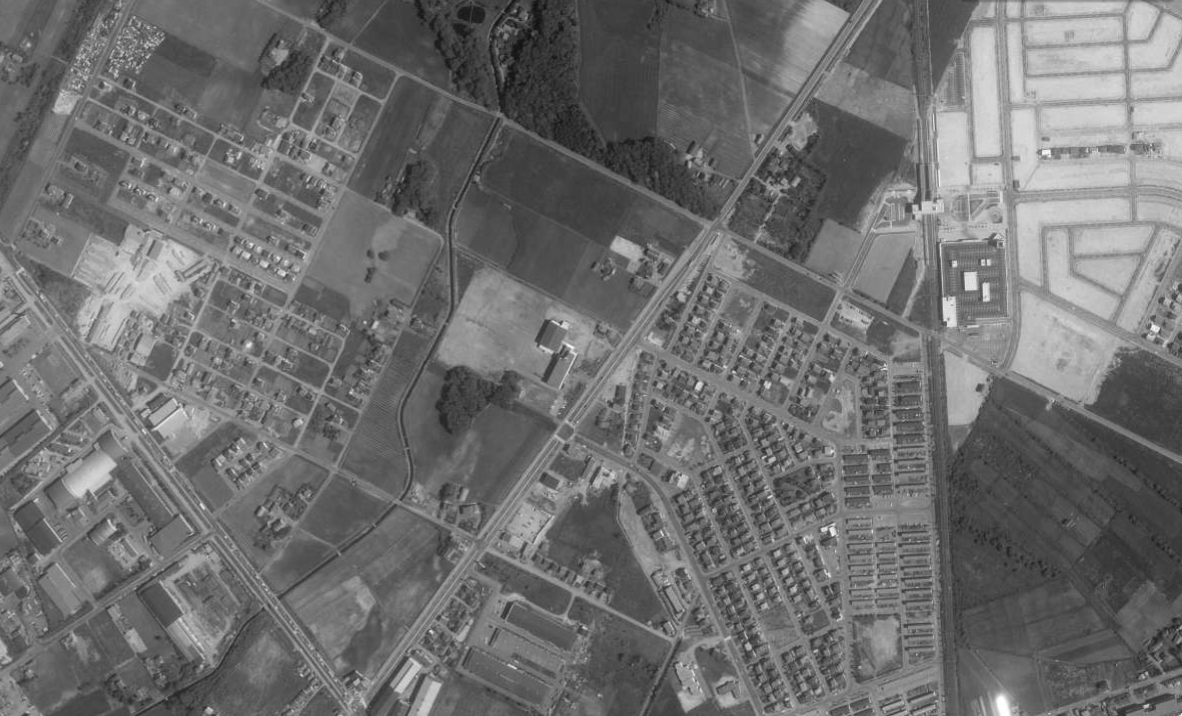
恵庭市立柏陽中学校の周辺、造成中の新興住宅地「恵み野」※画像右上（1982年6月）
国土地理院地図を基に作成。

1978年4月に恵庭市教育委員会で恵庭市中学校建設計画を策定し、12月に柏木地区に新設中学校を建設することを決めた。1980年7月に校舎建築事業第一期工事が着工され、1981年2月に校舎（普通教室10、技術室2、理科室2、家庭科室2など）が完成した。4月1日に恵庭中学校から分離し「恵庭市立柏陽中学校」（生徒454名）が開校した。1982年1月に第二期工事の体育館が完成。1984年3月に校舎増築事業第三期工事（普通教室8、美術室、音楽室、図書室、視聴覚室、放送室など）が完成した。1988年には学校周辺の区画整理や新興住宅地の恵み野造成などにより生徒981名に増加し、1989年3月に恵み野中学校と分離した。
年表
- 1978年（昭和53年）- 恵庭市教育委員会で恵庭市中学校建設計画を策定、柏木地区に新設中学校建設を決議可決
- 1981年（昭和56年）- 第一期工事（校舎建築）完成、恵庭市立柏陽中学校が開校、校章制定[1]
- 1982年（昭和57年）- 第二期工事（体育館）完成、校歌制定
- 1984年（昭和59年）- 第三期工事（校舎増築）完成
- 1987年（昭和62年）- 文部省教育課程研究指定校（2年間）[1]
- 1989年（平成元年）- 恵み野中学校と分離
- 1992年（平成4年）- 北海道社会福祉協議会協力校に指定[1]
- 2014年（平成28年）- 文部科学省指定の土曜授業が開始[1]
- 2023年（令和5年） - 職員玄関のバリアフリー化工事、エレベーター設置[5]。

## 教育目標
- 「知」自ら学び、創造性豊かな生徒[6]
- 「徳」正しく判断し、生活を高める生徒[6]
- 「体」生命を大切にし、心身を鍛える生徒[6]
- 「労」進んで働き、根気強くやりぬく生徒[6]

## 学校行事
学校行事は以下の通り。
- 4月 - 始業式、入学式、標準学力検査、対面式、修学旅行（3年）
- 5月 - 花壇苗植、体育祭
- 6月 - 前期中間テスト、宿泊学習（2年）
- 7月 - 社会見学（1年）、学力テスト（3年）、夏季休業
- 8月 - 前期期末テスト
- 9月 - 学力テストA（3年）、学校祭
- 10月 - 前期終業式、秋季休業、後期始業式、学力テストB（3年）、花壇撤去作業
- 11月 - 学力テスト（1、2年）、学力テストC（3年）、後期中間テスト、三者懇談
- 12月 - 学年末テスト[注 3]（3年）、学年末テスト[注 4]（3年）、冬季休業
- 1月 -
- 2月 - 学力テスト（1、2年）、学年末テスト（1、2年）
- 3月 - 球技大会（3年）、卒業式、球技大会（1年）、修了式、学年末休業

## 生徒会活動
- 代表委員会[8]
- 生活委員会[8]
- 学習委員会[8]
- 保体委員会[8]
- 美化委員会[8]
- 図書委員会[8]
- 放送委員会[8]

## 部活動
| 体育部 - 野球部 - サッカー部 - バスケットボール部（男子・女子） - バドミントン部 - ソフトテニス部 - 卓球部 | 文化部 - 合唱部 - 美術部 |

## 通学区域
柏陽中学校の通学区域は以下の通り。
- 柏陽町
- 中島町
- 有明町
- 恵央町
- 北柏木町1-2、4-5丁目
- 北柏木町3丁目（1番地-99番地）
- 西島松（309番地66、309番地123）

## 出身小学校
- 恵庭市立柏小学校
- 恵庭市立若草小学校

## 交通アクセス
鉄道
- JR千歳線恵み野駅西口より徒歩9分

バス
- えにわコミュニティバス（ecoバス）循環A・Bコース「柏陽会館」停留所下車、徒歩4分[11]

## 著名な出身者
- 矢部美穂 - タレント
- 上野空大[12] - 格闘技、K-1選手。
- 上野奏貴 - 格闘技、K-1選手